# 1530년대
1530년대는 1530년부터 1539년까지를 가리킨다.

## 사건과 동향
- 1530년 3월 5일 - 조선 한성에서 중종의 제7남 덕흥대원군(德興君) 출생.